# Varius ochnicola
Varius ochnicola is een vlinder van de familie van de dwergmineermotten (Nepticulidae). De wetenschappelijke naam van deze soort is voor het eerst voorgesteld als Stigmella ochnicola door Lajos Vári in een publicatie uit 1955. 

## Verspreiding
De soort komt voor in Zuid-Afrika.

## Waardplanten
De rups leeft op Ochna pulchra (Hook f.) (Ochnaceae).